# Хачатурян, Айлин
Айлин Хачатурян (арм. Այլին Խաչատուրյան) — армяно-ливанская джазовая и фолк-рок-певица. Её гибкий, выразительный и интенсивный голос, от меццо-сопрано до альта, позволяет ей петь в разных стилях: от джаза и блюза до рока, традиционные армянские, восточные, французские песни.

## История
Родилась 20 июля 1978 году в Ливане, в семье искусствоведов. Среднее образование получила в армянских гимназиях Бейрута и Монреаля, после чего обучалась в Сорбонском университете во Франции, там же брала практические занятия по древнеармянский музыке. В 1984 году она училась пению и игре на фортепиано, а в 1986 году она начала выступать в школах и играла в пьесах. Её любопытство и интерес к музыке других культур привели её в Кот-д’Ивуар, где она провела несколько месяцев, изучая мастерство африканского пения. Она начала свою профессиональную карьеру на общественных концертах в 1996 году в дуэте с канадским певцом Марио Пелчатом, и в возрасте до 18 лет, она выиграла премию «Celine Dion». Год спустя, в 1997 году, она записала свой первый сингл «Lamma» в жанре восточные джаз. В 1997 году Эйлин встретилась со знаменитым музыкантом, пианистом Ги Манукяном, который пригласил её присоединиться к его музыкальной группе в качестве солистки. Один из её самых больших выступлений с Ги Манукяном был Рождественский концерт 1999 года перед публикой 5000 человек, в «UNESCO Palace» в Ливане, Они также неоднократно выступали в Зале Ассамблеи, Американском университете в Бейруте, и появились на многих других мероприятях в Ливане и многих других арабских странах. В 2000—2001 годах она выступала в швейцаро-ливанской пьесе режиссёра Патрика Мора «Sindbad de pere en fils» (автором — Поль Матар), где она пела по-арабски, и они гастролировали в Ливане, Женеве и Париже. Спектакль имел успех, и её голос коснулся даже те, кто не знаком с арабским языком. В период с 2000 по 2005 годы она жила в Париже, гдеспециализируется на армянском традиционное пении. Тамже она записала свой первый, франкоязычным альбом «Abaka» с легким армянским влиянием в музыке при поддержке ENZO Production, но альбом не был выпущен из-за войны в Ливане. В апреле 2005 года её пригласили петь на армянском на площади Мучеников, в ходе реформ и печальных событий, произошедшие в Ливане, где она выступалила со многими известными артистами Ливана. В мае 2005 года Эйлин выступает в живом концерте с Зиядой аль Ахмадийе, известной ливанской певицей, где она впервые получила опыт арабской традиционной музыки. Во время войны в Ливане в 2006 году, Айлин пришлось переехать в Дубай, где также заметили её талант, и в марте 2007 года она вживую выступила на благотворительном концерте для детей Ливана, Концерт был очень успешен, был записан на CD и доступен для публики. Записи армяноязычного альбома «Мidan», изысканной смеси армянских традиционних песен и альтернативного рока, начались в августе 2007 года в Бейруте, на студии «Philip Tohme», а мастеринг делал Джефф Пеше на студии Abbey Road в Лондоне в ноябре 2008 год. Альбом выиграл премию Armenian Music Awards в номинации «Лучший рок-альбом». В апреле 2010 года Айлин сняла клип на песню «Zartir Vortyag», который был полностью запрещён в Ливане. В мае 2011-м Айлин приняла участие на «Beirut Music & Art Festival»
Айлин на сцене поддерживают музыканты:
- Зияд эль-Хелу (гитары),
- Хайтам Шалхуб (бас),
- Мазен Сиблини (клавишные),
- Джад Ауад (ударные).

## Дискография
Альбомы
- 2005 — Abaka
- 2008 — Midan (Միդան)

Синглы
- 1997 — Lamma (Լամմա)
- 2008 — Zartnir Vordyak (Զարթնիր որդյակ)